# Urmel
Urmel est une série télévisée d'animation franco-allemande de 26 épisodes de 15 minutes d'après la série de romans pour enfants de Max Kruse Urmel aus dem Eis (en français : Plodoc, Diplodocus de choc) et diffusée en 1996 sur ARD.
En France la série a été diffusée à partir du 5 septembre 1996 sur France 3 dans l'émission Bonjour Babar, en mai 2002 sur France 5 dans l'émission Midi les Zouzous, et en 2006 sur Gulli.

## Synopsis
Urmel est un dinosaure sorti d'un œuf préservé dans un iceberg qui a échoué sur l’île de Tititou. Celle-ci est habitée par Géraldine, la truie et la mère de famille qui va l’adopter, le professeur Ophélie Tibatong une scientifique intelligente qui va lui apprendre à parler, ainsi que la bande à Vava, Ping et Shuss. Urmel est pourchassé par Fingers et Solmeyer, deux chercheurs qui essayent de l'attraper, et sont souvent grondés par leur supérieur pour leur incompétence. Mais Urmel est malin et parvient souvent à sortir victorieux avec l'aide de ses amis.

## Les personnages
- Le professeur Ophélie Tibatong est une scientifique qui a travaillé des années en ville et est finalement partie en excursion sur une Île pour tester ses expériences sur ces animaux. Depuis elle n'a plus jamais quitté l’Île.
- Géraldine: c'est une truie douée de parole, maman de la maison ; c'est elle qui a adopté Urmel et qui l'éduque : elle prépare les repas, fait le ménage et est là pour recadrer les animaux quand ils ne sont pas sages. Elle est autoritaire et assez paranoïaque.

- Urmel : (dinosaure) Dernier arrivé sur l’Île, il forme une bande avec les autres animaux composée de Vava, Ping et Shuss. Urmel est un dinosaure des glaces qui normalement a disparu depuis des millions d'années. Celui-ci a eu de la chance de se retrouver sur une Île. Il est très bien entourés par ses amis.
- Vava : (varan Il est aventureux et un peu bagarreur, mais assez réservé vis-àvis du groupe. Il déteste que l'on touche à son coquillage et surtout pas Ping le manchot. Il possède de jolies lunettes de soleil et une cravate jaune. Malgré son côté parfois crâneur et prétentieux, il reste un personnage assez attachant et prêt à aider lors mà où il y en a besoin.
- Ping : (manchot) Le plus jeune et le plus bavard. C'est également celui que l'on voit le plus souvent dans la bande. Manchot obsédé par le coquillage de Vava, son rêve est d'en posséder un pour lui tout seul et pourquoi pas celui de Vava. Il est aussi très curieux et fouine partout au point de piquer parfois le Hamac d'Urmel. Son rêve serait de posséder le coquillage de Vava.
- Shuss : (albatros) Le plus maladroit de la bande. Il est amoureux de Gertrude la truie. C'est lui qui distribue le courrier à ses amis et qui envoie des colis pour le professeur d'Ophélie Tibatong. Il aime tellement Gertrude qu'il est très jaloux quand un autre la flatte.

### Dernier personnage
- Le mirounga leonina : Le plus intelligent des animaux de l'ile. Sa seule préoccupation est de chanter. Il ne parle pas beaucoup et ne montre jamais ses sentiments. On ne le perçoit souvent qu'au début ou à la fin des épisodes.

### Les méchants
- Fingers : C'est le chef du duo. Sa mission est de récupérer Urmel, avec son associé Solmeyer, de le ramener vivant pour toucher une importante somme d'argent. C'est un chercheur non qualifié et très dangereux.
- Solmeyer : C'est le deuxième du duo. Il est relativement bête et tout comme son ami, non qualifié pour les missions que leur patron leur assigne. Il fabrique des pièges qui, la plupart du temps, ne fonctionnent pas.

## Doublage
- Alexandre Gillet : Urmel
- Déborah Perret : le professeur Ophélie Tibatong
- Brigitte Virtudes : Géraldine
- Emmanuel Karsen : Vava
- Philippe Dumat : Findler
- Jacques Ebner : Solmeyer
- Guillaume Lebon : Ping
- Antoine Nouel : Shuss
- Gérard Rinaldi : le morse chanteur
- Bernard Tiphaine : le maire

## Épisodes
1. Urmel brise la glace
2. Urmel sort de sa coquille
3. Madame Tibatong perd la tête
4. Les Plantes qui parlent
5. Le Monde en bas
6. Urmel prend la pose
7. Concert thérapeutique
8. Remue ménage
9. Le Secret de la grotte
10. Qui a volé les gouttes
11. Le Roi Ping
12. L'Anniversaire
13. L'Ouf géant
14. Urmel le pilote
15. Sherlock Urmel
16. Fantômes
17. Le Réveil de la pieuvre
18. L’Arche d'Urmel
19. Histoire d'amour
20. La Nouvelle Cuisine
21. Le Navet géant
22. Le Trésor du pirate bleu
23. L'Enlèvement
24. Les Pirates de haute mer
25. Urmel suit son instinct
26. Nettoyage par le vide